# Aún hay algo
Aún hay algo è un singolo del gruppo musicale messicano RBD, pubblicato nel 2005 ed estratto dal secondo album in studio del gruppo Nuestro amor.

## Tracce
1. Aún hay algo